# Species 2, espècie mortal 2
Species 2, espècie mortal 2 (títol original: Species II) és una pel·lícula estatunidenca dirigida per Peter Medak, estrenada el 1998 i doblada al català. És seqüela de la pel·lícula de 1995 Species, espècie mortal.

## Argument
En el transcurs d'una missió a Mart, l'astronauta Patrick Ross és infectat per l'ADN alien. De tornada a la Terra, es comença a transformar en una entitat alien espantosa amb una sola idea al cap: acoblar-se amb dones terrestres i colonitzar el món amb la seva progenitura semialien.

## Repartiment
- Michael Madsen: Press
- Natasha Henstridge: Eve
- Marg Helgenberger: Laura
- Mykelti Williamson: Gamble
- Justin Lazard: Patrick
- George Dzundza: Coronel Burgess
- Sarah Wynter: Melissa

## Al voltant de la pel·lícula
- Com a la primera part, és H.R. Giger qui va concebre el disseny de les criatures.

## La saga
- Species, espècie mortal (Species) de Roger Donaldson (1995)
- Species 2, espècie mortal 2 (Species II) de Peter Medak (1998)
- Species III de Brad Turner (2004)
- Species IV de Nick Lyon (2007)